# Canstatt (Schiff, 1913)
Die Canstatt der Deutsch-Australische Dampfschiffs-Gesellschaft (DADG)  in Hamburg war ein 1913 von der Flensburger Schiffbau-Gesellschaft (FSG) gebauter Standardfrachter der Reederei für den Australiendienst. Nahezu identische Schiffe baute die Flensburger Werft von 1911 bis 1918 für die DADG.
1914 wurde die Canstatt bei Kriegsbeginn in Brisbane beschlagnahmt und von der australischen Regierung als Transporter Bakara (A 41) in Fahrt gebracht.
Im September 1925 kaufte die Bremer Roland-Linie die ehemalige Canstatt zusammen mit zwei weiteren ehemaligen DADG-Frachter aus Australien an und wollte die Schiffe nach Südamerika einsetzen. Die Canstatt wurde in Witell umbenannt. Durch Fusion gelangten sie schon am 1. Januar 1926 in den Dienst des Norddeutschen Lloyd. Bei der staatlichen Entflechtung der deutschen Reedereien gehörte sie zu den zehn Schiffen, die der NDL an die Hamburg-Süd abgeben musste. Dort wurde sie 1937 in Rosario umbenannt.
Das Schiff überlebte schwer beschädigt den Krieg und wurde Dänemark zugesprochen. Nach in Hamburg durchgeführter Reparatur wurde sie 1948 nach Finnland verkauft, wo sie als Albertina, dann Kotka bis 1955 eingesetzt wurde. Das britische Ministry of Transport erwarb dann die Kotka, um sie mit überflüssiger Munition im Atlantik zu versenken.

Am 21. Juli 1956 wurde die ehemalige Canstatt  u. a. mit 26.000 Bomben mit dem chemischen Kampfstoff Tabun  im Rahmen der Operation Sandcastle am Rand des Kontinentalsockels versenkt.

## Baugeschichte und Einsätze  bis 1914
Die Canstatt gehörte zu einer Serie von acht 5800 BRT-Frachtern von über 9000 tdw Tragfähigkeit mit einer Ladungskühlung, die von der DADG bei der Flensburger Schiffbau-Gesellschaft von 1911 bis 1919 beschafft wurden. 1920 kam ein weiteres Schiff mit der Hamburg als erster Nachkriegsbau der DADG von der FSG. Sieben ähnliche Schiffe lieferte die Werft Joh. C. Tecklenborg in Geestemünde von 1911 bis 1914. Zwei etwas größer vermessene Schiffe lieferte die AG Neptun in Rostock 1912. Mit der Brisbane lieferte 1911 Swan Hunter auch ein ähnliches Schiff, die das letzte auf einer ausländischen Werft für die DADG gefertigte Schiff war.
Die Canstatt wurde als sechstes Schiff der Serie von der Flensburger Schiffbau-Gesellschaft im November 1913 fertiggestellt. Benannt war das Schiff nach Bad Cannstatt, dem ältesten Stadtteil der württembergischen Hauptstadt Stuttgart. Ihre erste Rückreise aus Australien sollte am 14. März 1914 aus Hobart, Tasmanien, erfolgen, wo sie noch eine Ladung Äpfel übernehmen sollte. Sie war Teil eines neuen Direktdienstes von der Erzeugerinsel zum Europäischen Festland. Neben ihr waren auch die Schwesterschiffe Adelaide und Hobart in den Dienst eingebunden, dazu kamen noch die Frachter Pommern und Pfalz des NDL.
Am 14. Juli traf die Canstatt erneut in Melbourne ein. Bei Kriegsbeginn befand sich das Schiff in Brisbane, wo es mit dem kleinen Reichspostdampfer der Japan-Austral-Linie,  Prinz Sigismund, beschlagnahmt wurde.

## Einsatz alsBakara(A-41)
Insgesamt beschlagnahmte Australien bei Kriegsbeginn neun Frachter der DADG. Ein Teil der beschlagnahmten deutschen Frachter setzte die australische Regierung umgehend als Truppentransporter ein. So wurde die Canstatt noch 1914 in Bakara umbenannt und erhielt die Kennung A 41. Sie sollte am zweiten australischen Konvoi ins Kriegsgebiet in Europa teilnehmen, der am 31. Dezember 1914 die 2. Staffel australischer und neuseeländischer Truppen transportieren sollte. Vierzehn australische und drei neuseeländische Transporter versammelten sich ab dem 28. Dezember im King George Sound bei Albany in Western Australia.
Die Bakara war eins der fünf ehemals deutschen Schiffe, die eingesetzt werden sollten. Sie hatte Melbourne am 21. Dezember mit Truppen und Pferden an Bord verlassen und musste wegen eines Brandes in ihren Kohlenbunkern zurückbleiben. Auch die  Barunga (A 43 ex Sumatra), die Melbourne am 22. Dezember mit Verstärkungen für das „4th Light horse Regiment“ verlassen hatte, fiel wegen Antriebsproblemen aus. Zum Einsatz kamen die Schwesterschiffe der Bakara, A 36 Boonah (ex Melbourne) und A 37 Barambah (ex Hobart) sowie die A42 Boorara (ex Pfalz/NDL).
Das Feuer an Bord der Bakara konnte zwar gelöscht werden, als sie in Albany den inneren Hafen anlief, aber sie musste alle Kohlen entladen und die Bunker reinigen. Sie lief dann allein über den Indischen Ozean und erreichte Suez am 29. Januar 1915 nur einen Tag nach dem Konvoi.
Von 1915 bis Ende 1918 brachte die Bakara immer wieder Verstärkungen für die im Weltkrieg eingesetzten australischen Truppen an die Front. Daneben transportierte sie aber auch Güter wie Fleisch, Früchte, Weizen von Australien nach Großbritannien und in Australien benötigte Güter in der Gegenrichtung. Im Mai 1917 wurden die Einrichtungen für den Transport von Truppen wieder entfernt und ab August 1917 lief sie in Gebieten mit U-Boot-Gefahr in den dort bestehenden Geleitzügen. Seit dem 1. Mai 1918 gehörte das Schiff der Commonwealth Government Line. Die erste Reise unter der neuen Gesellschaft führte die Bakara von Plymouth nach Südafrika mit in die Heimat zurückkehrenden südafrikanischen Truppen und 50 Kaledoniern, die über Sydney nach Noumea zurückfuhren.
Nach Kriegsende konnte sich die Reederei nicht etablieren und die traditionellen Reedereien übernahmen wieder die Transportaufgaben, so dass die Commonwealth Government Line ab 1924 ihre Schiffe verkaufte. So erwarb die Bremer Roland-Linie im August 1925 die Bakara und ihre Schwesterschiffe Boonah und Barambah. Die drei Schiffe hatten im Mai Australien mit Obstladungen verlassen und wurden dann in Falmouth zum Verkauf angeboten. Die australische Reederei verfügte noch über vier weitere ehemalige DADG-Frachter, die 1925/26 an Griechenland (2), Finnland und China verkauft wurden. Das größte 1914 konfiszierte Schiff, die Sumatra (1913, 7484 BRT), und das älteste, die Altona (1902, 4312 BRT) waren noch 1918 durch deutsche U-Boote verloren gegangen.

## Wieder unter deutscher Flagge
Am 29. September 1925 übernahm die Roland-Linie Boonah (ex Melbourne) als Witram, Barambah (ex Hobart) als Justin sowie die Bakara (ex Canstatt) als Witell. Der Roland verfügte mit der Murla (ex Forst) bereits seit November 1924 über ein Schiff dieser Klasse. Schon am 1. Januar 1926 wurden die Dampfer Schiffe des Norddeutschen Lloyd, als dieser die Roland-Linie vollständig übernahm. Der NDL verstärkte seine Gruppe ehemaliger DADG-Frachter auf sechs durch Erwerb der Grandon (ex Düsseldorf) im Juli 1927 und der Remscheid (ex Waldenburg) im April 1928 von britischen Reedereien.
Der erste Einsatz der Witell erfolgte auf ihrer Stammstrecke nach Australien und mit Äpfeln als Rückfracht. Eine ähnliche Reise führte das Schiff auch im folgenden Jahr durch. Haupteinsatzgebiet für die ehemaligen DADG-Schiffe wurden jedoch die Routen nach Südamerika.
Ende 1932 gab der NDL im Zuge der Wirtschaftskrise die ersten dieser Schiffe wieder ab, als er die Murla und die Remscheid an die Sowjetunion weiter veräußerte. Im Juni 1935 wurde die Justin in Bremerhaven abgewrackt. Die drei verbliebenen ehemaligen DADG-Frachter kamen im Zuge der Entflechtung der deutschen Reedereien zur Hamburg-Süd. Anfangs gechartert, wurden sie der Hamburg-Süd mit Heimathafen Bremen übertragen und nach endgültiger Bezahlung im Laufe des Jahres 1937 umbenannt.
Die Witell wurde so im Januar 1937 die dritte Rosario der Hamburg-Süd (Heimathafen weiter Bremen). Den Namen der argentinischen Stadt Rosario hatten zuvor bei der Hamburg-Süd schon von 1881 bis 1892 ein Blohm & Voss-Neubau von 1824 BRT (BauNr. 9) geführt, das erste von dieser Werft kommerziell lukrativ verkaufte Auswandererschiff, sowie von 1893 bis 1904 ein Postdampfer von 3194 BRT (Blohm & Voss Nr. 95).
1940 wurde die Rosario von der Kriegsmarine als Transporter herangezogen und in der 2. Seetransportstaffel
eingesetzt, die beim Überfall auf Norwegen eine Infanteriedivision nach Oslo transportierte.

Am 9. April 1945 erhielt die Rosario in Hamburg einen Bombentreffer, der sie schwer beschädigte.

## Nachkriegsgeschichte
1945 wurde das beschädigte Schiff von den Briten beschlagnahmt und 1946 Dänemark als Reparation zugeteilt. Es wurde in Hamburg bis 1948 repariert und dann nach Finnland verkauft, wo es als Albertina in Dienst kam. 1950 an eine andere Reederei verkauft, erfolgte eine letzte Umbenennung in Kotka. 1955 kaufte die britische Regierung den alten Frachter, um ihn mit Munition beladen zu versenken.
Die Briten hatten nach dem Krieg einen Teil der in Deutschland gefundenen chemischen Kampfstoffe (14.000 t mit Tabun gefüllter 250-kg-Bomben) im Oktober 1945 über Hamburg und Newport zur strategischen Munitionsreserve der Royal Air Force nach Llanberis überführt. Die Lagerung der Bomben solle auf dem nicht mehr genutzten Flugplatz RAF Llandwrog, heute Caernarfon Airport, erfolgen, wohin sie mit Lastwagen von August 1946 bis Juli 1947 überführt wurden. Viele der Bomben waren nicht dicht und die Lagerung im Freien führten zu weiteren Schäden. Schutzschichten auf den Bomben und die Lagerung in Hallen brachten keine Besserung. Im Juni 1954 entschied man sich, den gesamten Bestand zu beseitigen. Diese „Operation Sandcastle“ sollte in zwei Schritten erfolgen. Die Tabun-Bomben sollten über See nach Cairnryan nahe Stranraer überführt werden und von dort außerhalb des Kontinentalsockels nordwestlich von Irland in alten Schiffsrümpfen versenkt werden.
Dazu musste eine Straße von Llandwrog nach Fort Belan gebaut werden, von wo die Bomben auf  sechs LCTs nach Schottland transportiert werden sollten. Die Bomben mussten verkleinert und verpackt werden, um die Zahl der Fahrten zu verringern. Als erster Schiffsrumpf wurde die Empire Claire ab Ende Juni 1955 mit den bis dahin überführten 16000 Bomben beladen, die am 25. Juli vom Schlepper Forester gezogen und gesichert durch die Wachboote Mull und Sir Walter Campbell Cairnryan verließ und auf 56°30`N, 12°W am 27. Juli durch drei Sprengsätze versenkt wurde. Am 30. Mai 1956 folgte die Vogtland mit 28737 Bomben.

Abgeschlossen wurde das Unternehmen am 21.(23.?) Juli 1956 mit der Versenkung der Kotka auf 56° 31′ 0″ N, 12° 5′ 0″ W mit 26000 Bomben, 330 Tonnen Arsen und 50 Kisten unidentifizierten Materials.

## Ähnliche von der FSG für die DADG  1911 bis 1919 gefertigte Schiffe
| Stapellauf in Dienst  | Name       | Tonnage           | Werft          | Schicksal |
| 1911 .07.1911         | Adelaide   | 5898 BRT          | FSG BauNr. 309 | 1914 Zuflucht in Luanda, 1916 von Portugal beschlagnahmt, Cunene/Pt, Abbruch Dunston-on-Tyne 1955 |
| 1911 .08.1911         | Sydney     | 5893 BRT          | FSG BauNr. 310 | 1914 aufgelegt in Tjilatjap/Niederländisch-Indien, 1919 ausgeliefert, 1922 Caucasier/B, 1932 zum Abbruch nach Italien verkauft |
| 21.11.1911 29.12.1911 | Melbourne  | 5926 BRT 9266 tdw | FSG BauNr. 315 | 1914 in Sydney beschlagnahmt/ Boonah/Aus, 1925 Ankauf durch Roland-Linie: Witram, 1926 an NDL, an Hamburg-Süd, 1937: Buenos Aires, 8. März 1940 Transporter der Kriegsmarine, 1. Mai 1940 südöstlich Skagen durch britisches U-Boot Narwhal versenkt |
| 4.07.1912 24.08.1912  | Hobart     | 5923 BRT 9266 tdw | FSG BauNr. 323 | 1914 in Melbourne beschlagnahmt/ Barambah/Aus, 1925 Ankauf durch Roland-Linie: Justin, 1926 an NDL, Einsatz zur Pazifikküste der USA, 21. Mai 1934 erneut in Melbourne, 1935 Abbruch Bremerhaven,                                                    |
| 1912 .01.1913         | Stolberg   | 5886 BRT 9835 tdw | FSG BauNr. 325 | 1914 aufgelegt in Tjilatjap/Niederländisch-Indien, 1919 ausgeliefert, 1921 Waiotapu/NZ, 1946 Victoria Peak/GB, 1946 Shahrokh/Pan, 1947 Dah Hung/Ch, 1951 Abbruch in China                                                                            |
| 16.08.1916 14.06.1917 | Waldenburg | 5823 BRT 9400 tdw | FSG BauNr. 347 | 6. April 1919 ausgeliefert, 1921 Maritime/GB, 1922 Cambrian Queen/GB, April 1928 Ankauf NDL: Remscheid (II), Dezember 1932 Verkauf an Sowjetunion / Kiew (Odessa), 13. April 1942 östlich des Nordkaps durch U 35 versenkt                           |
| .12.1916 .02.1919     | Gera       | 5831 BRT          | FSG BauNr. 348 | 1917 an G.J.H. Siemers & Co verkauft: Bürgermeister Schröder, Februar 1919 ausgeliefert, 1920 Bourne/GB, 1921 Bennekom/NL, 31. Oktober 1941 vor Bathurst durch U 96 versenkt                                                                         |
| 5.02.1918 18.07.1919  | Forst      | 5850 BRT 9430 tdw | FSG BauNr. 349 | 22. Juli 1919 an ausgeliefert, 1921 Baron Ogilvy/GB, 14. November 1924 Ankauf Roland: Murla, 1926 NDL, November 1932 Verkauf an Sowjetunion / Minsk (Odessa), nach 1960 Abbruch                                                                      |

In diesem Zeitraum lieferte die FSG noch drei größere Schiffe mit der Australia (1912, BNr. 326, 7485 BRT), Sumatra (1913, BNr. 332, 7484 BRT), Tasmania (1913, BNr. 333, 7514 BRT) und die kleinere Lübeck (1914, BNr. 338, 4770 BRT) an die DADG.

## Die weiteren Schiffe dieses Typs
| Stapellauf in Dienst  | Name       | Tonnage  | Werft                  | Schicksal |
| 12.04.1911 20.05.1911 | Fremantle  | 5964 BRT | Tecklenborg BauNr. 239 | 1914 Zuflucht in Cádiz, 1919 nach Frankreich ausgeliefert: Andromede, Abbruch 1931 |
| .07.1911 .08.1911     | Brisbane   | 5878 BRT | Swan Hunter BauNr. 848 | 1914 Zuflucht in Mormugoa, 1916 von Portugal beschlagnahmt: Damao, aus New York kommend am 28. April 1918 durch U 91 im St. George’s Channel versenkt |
| 7.09.1911 17.10.1911  | Albany     | 5976 BRT | Tecklenborg BauNr. 243 | 1914 Zuflucht in Syrakus, 1915 von Italien beschlagnahmt: Matteo Renato Imbriani, 20. März 1918 nach dem Auslaufen aus Marseille durch Minentreffer gesunken |
| 7.10.1911 22.11.1911  | Mannheim   | 5972 BRT | Tecklenborg BauNr. 244 | 1919 nach Frankreich ausgeliefert: Lieutenant St.Loubert Bie, 1950 Abbruch |
| 4.02.1912 26.03.1912  | Düsseldorf | 5877 BRT | Tecklenborg BauNr. 247 | 1914 Zuflucht in Barcelona, 1919 an Frankreich ausgeliefert, 1921 Ellerman Lines: City of Boston, 1927 Ankauf durch NDL: Grandon, 1934 Hamburg-Süd, August 1937 in Patagonia umbenannt, 4. Oktober 1945 mit Gasmunition im Skagerrak versenkt                                 |
| .1912 .07.1912        | Bochum     | 6161 BRT | AG Neptun BauNr. 3??   | Unterstützung der Geier, ab Ende August 1914 in Manila, 1917 von USA beschlagnahmt: Transporter Montpellier (ID1954) bis Oktober 1919, 1923 Zivildienst, 1927 Nevadan/American-Hawaiian SS, Januar 1943 bis April 1944 an Sowjetunion verliehen, 1946 aufgelegt, 1949 Abbruch |
| 15.06.1912 6.08.1912  | Essen      | 5972 BRT | Tecklenborg BauNr. 248 | 1914 Zuflucht in Delagoa Bay, 1916 von Portugal beschlagnahmt: Inhambane, 1955 Vassiliki/CR, 1959 Abbruch |
| .1912 .09.1912        | Colmar     | 6184 BRT | AG Neptun BauNr. 322   | 1914 Zuflucht in Funchal/Madeira, 1916 von Portugal beschlagnahmt: Machico, 1925 Luso/Pt., 1954 Abbruch |
| 12.11.1912 21.12.1912 | Lüneburg   | 5912 BRT | Tecklenborg BauNr. 251 | in Makassar/Niederländisch-Indien aufgelegt, 1919 ausgeliefert, P & O: Padua, 1934 Abbruch |
| 12.03.1914 11.04.1914 | Freiberg   | 5879 BRT | Tecklenborg BauNr. 261 | in Surabaja/Niederländisch-Indien aufgelegt, 1919 ausgeliefert/ City of Sydney/GB, 1923 Rückkauf durch DADG: Lüneburg (II), 1926 Hapag, 1940 Sperrbrecher 9, 1. Juli 1944 vor Brest selbstversenkt                                                                            |